# Carlo Franchi
Carlo Virginio Franchi známý pod pseudonymem Gimax odvozeného ze zkratky jmen jeho dětí (Gigi a Massimo) (1. ledna 1938 Lainate – 13. ledna 2021) byl italský automobilový závodník. Zúčastnil se pouze jediné kvalifikace do závodu Formule 1, a to Grand Prix Itálie v Monze roku 1978. Na žádný závod se nikdy neregistroval pod svým pravým jménem.

## Kariéra
V roce 1974 se zúčastnil svého prvního mistrovství světa automobilových závodů na 1000 km v Monze, kde se umístil na 21. místa s vozem Chevron B23-Cosworth, který sdílel s Laurentem Ferrierem. Dalších deset let se účastnil řady dalších automobilových závodů pořádaných v Itálii.
Na závodech Formule 2 v roce 1975 na okruhu Vallelunga získal 10. místo s vozem Trivellato March-BMW. V roce 1976 pak skončil třetí na závodech Targa Florio spolu se Stanislaoem Sterzelem na s vozem March 75S-BMW.
Navzdory ne příliš velkým úspěchům se účastnil seriálu závodu Formule 1, kde nahradil zraněného Ruperta Keegana na Grand Prix Itálie v roce 1978, avšak jeho automobil Durex Surtees TS20-Ford byl ve špatném stavu a tak skončil v kvalifikaci (28. čas) na posledním místě a do závodu se nekvalifikoval. Následující rok se účastnil závodů Grand Prix Dino Ferrari v Imole, ale na mistrovství světa se také nekvalifikoval. V letech 1979 a 1980 soutěžil na méně náročném britském šampionátu Formule Aurora.V dalších pěti letech pokračoval v závodech se sportovními vozy. V roce 1980 v automobilu Osella-BMW skončil na třetím místě v 6hodinovém závodě v Mugellu a v roce 1981 na 1000 km v Monze.
V roce 1984 ukončil kariéru a začal se věnovat podnikání.